# Another World (Computerspiel)
Another World (US-Titel: Out of this World) ist ein Computerspiel von Éric Chahi, das 1991 bei Delphine Software International ursprünglich für Commodore Amiga erschienen ist. Es wurde auf zahlreiche Konsolenplattformen portiert und von Interplay Entertainment weitervertrieben. Bei Another World handelt es sich um ein Action-Adventure für einen Spieler. Eine Fortsetzung, Heart of the Alien, erschien 1994, eine technisch verbesserte Neuauflage des Originals erschien 2007 und erneut 2013 für damalige Konsolen von Sony Entertainment, sowie 2018 für die Nintendo Switch.

## Spieledesign
Auch wenn Another World kein großer kommerzieller Erfolg war, so erreichte das Spiel doch einen gewissen Kultstatus bei den Spielern. Das Spiel war eines der Ersten mit voll animierten Zwischensequenzen und Intro. Kleine Hintergrundanimationen wie fliegende Vögel, schwingende Lianen und die löwenartige Kreatur, die dem Spieler im ersten Abschnitt leise auflauert, schaffen den Eindruck einer realen, lebendigen Welt. Die Figuren kommunizieren über Gesichtsausdrücke, Gestik und Aktionen, die Aliens verständigen sich manchmal in ihrer eigenen, unverständlichen Sprache. Es wird aber im ganzen Spiel kein einziges (verständliches) Wort gesprochen. Ein HUD für eine Lebens- oder Energieanzeige gibt es nicht, alle nötigen Informationen werden direkt durch die Spielwelt vermittelt, so signalisiert ein roter Leuchtpunkt auf der Waffe, dass deren Energie erschöpft ist.
Die Spielwelt ist zweidimensional und die Figuren basieren auf Polygonen, wodurch ein Pseudo-3D-Effekt erzielt wird. Für die Animation der Figuren wurde das Rotoskopie-Verfahren eingesetzt, bei der sich die Polygon-Charaktere deutlich realistischer und flüssiger bewegen.
Den Spieler kann jederzeit ein plötzlicher, unerwarteter Bildschirmtod ereilen, was oft mit einem kurzen Film dargestellt wird. Der Spieler gelangt häufig in eine völlig neue Situation, in der er schnell reagieren muss. Dadurch müssen viele Stellen genau einstudiert werden, bevor sie gemeistert werden können, was teilweise an Quick-Time-Events erinnert, aber die meiste Zeit mit der normalen Spielmechanik abläuft. Der Schwierigkeitsgrad erscheint zwar sehr hoch, dem Spieler stehen aber unendlich viele Leben zur Verfügung, um den letzten Abschnitt neu zu beginnen. Hinzu kommt, dass die Schwierigkeit mehr im Herausfinden der Lösung für einen Abschnitt besteht, denn dem eigentlichen Ausführen der Lösung.

## Handlung
Der Spieler schlüpft in die Rolle von Lester Knight Chaykin, einem jungen, brillanten, rothaarigen Physiker. Als er sich in einer stürmischen Nacht in seinem High-Tech-Labor an einen Antimaterie-Versuch wagt, wird sein Teilchenbeschleuniger von einem Blitz getroffen und der Professor findet sich in einer Parallelwelt wieder. Dort trifft er auf ungesellige Planetenbewohner, welche ihn nach erfolgreicher Flucht vor einer löwenähnlichen Kreatur gefangen nehmen (Obwohl die humanoiden Wesen primitiv wirken, verfügen sie über eine eindrucksvolle Technologie wie Laserwaffen und Anti-Schwerkraft-Geräte. Diese könnten allerdings von einer vorangegangenen Zivilisation gestohlen worden sein). In der labyrinthischen Alienstadt muss man sich zunächst aus einem Käfig befreien, Wachen geschickt ablenken, Fallen umgehen, einen Gefangenen als Helfer auftreiben, Transportmittel und Waffen benutzen, um von einem Bildschirm erfolgreich zum nächsten zu gelangen. Es wird „Screen für Screen“ umgeschaltet.

## Entwicklungsgeschichte
Der Erfolg von Future Wars erlaubte Éric Chahi die Arbeit an einem eigenen Projekt ohne jeglichen redaktioneller Einfluss von außerhalb. Er war sowohl Illustrator als auch Programmierer. Als Einflüsse nannte er die Romane Dune und Hyperion, Comics sowie die Künstler Michael Whelan, Richard Corben, Franck Miller und Franck Frazetta. Ein weiterer Einfluss war Star Wars und das Videospiel Dragon’s Lair, welches Vollbildanimationen bot. Another World wurde innerhalb von 2 Jahren von Éric Chahi alleine entwickelt. Die Entwicklung dauert doppelt so lange wie zuvor geplant. Die gefühlte Einsamkeit und Isolation des Autors spiegelte sich auch in dem Spiel wider.
Zur Entwicklung wurde GFA-BASIC, Deluxe Paint und Devpac assembler eingesetzt. Die Handlung wurde größtenteils improvisiert und folgte keinem festgelegtem Drehbuch. Von Vorteil für die Entwicklung war sowohl die Verwendung von Ressourcen sparenden Vektorgrafiken und einer eigenen Interpretersprache, die es erlaubte Spielszenen zu ändern und das Ergebnis sofort zu testen. Animationen, die zunächst nur im Hintergrund abliefen, deuteten spätere Handlung voraus. Mit dem Aufheben der Waffe, die sowohl Feuerstöße abgeben als auch ein Schutzschild aufbauen konnte, wurde eine taktische Komponente hinzugefügt. Der Spieler bewegt sich über Teleporter von Level zu Level, da die Animationen von Treppenstufen zu aufwendig war.
Die ursprüngliche Version erschien für Amiga und bestach durch hochwertigen Sound. Das Spiel lief jedoch nicht flüssig und wurde kaum getestet, da das kleine Studio keine Qualitätssicherung besaß. Die Version für Atari-Heimcomputer war inhaltlich ähnlich jedoch mit unschärferen Grafiken. Die Version für MS-DOS wurde von Daniel Morais portiert. Sie enthält zusätzliche Levels, die die Bande zwischen dem Hauptcharakter und seine außerirdischen Gefährten stärken sollte und um auf die Kritik der zeitgenössischen Presse zu reagieren.
Die Portierung für Super Nintendo Entertainment System und Sega Mega Drive wurde von Interplay Entertainment beauftragt, die zahlreiche Änderungen anforderten. So wurden zusätzlich Gegner eingefügt, um die Spielzeit zu strecken. Nur durch Einschalten der Rechtsabteilung von Delphine Software wurde verhindert, dass der gesamte Soundtrack ausgetauscht wurde. Nintendo forderte die Zensur von Nacktheit und Gewalt. So wurde Blut in Sterbeanimationen und blutähnliche Flüssigkeiten in Venusfliegenfallen entfernt und eine Stelle mit badenden Außerirdischen entschärft. Rebecca Heineman war für die technische Realisierung des Super Nintendo ROM Steckmoduls verantwortlich, welcher ohne Verwendung von teuren Komponenten flüssiges Software Rendering ermöglichte.
Die Portierung für Mac entsprach der DOS-Version, besaß jedoch eine höhere Auflösung. Die Portierung 3DO erhielt einen neuen Soundtrack, der jedoch von dem Komponisten Jean-François Freitas des Originals beigesteuert wurde und profitierte von detaillierten Hintergrundgrafiken. Für Sega CD erschien das Spiel zusammen mit dem Nachfolger Heart of the Alien. Die Versionen für Game Boy Advance und GP32 waren inoffizielle, aber geduldete Fanprojekte. 2005 gewann die Portierung von Philippe Simons für den GP32 einen Programmierwettbewerb.
Ende 2007 wurde zum 15-jährigen Jubiläum des Erscheinens des Spiels eine Neuauflage veröffentlicht. Der Stil der alten Grafik wurde beibehalten, es wurden aber Auflösungen bis zu 1280 × 1024 Pixel ermöglicht. Die Farbpalette wurde originalgetreu minimalistisch behalten. Auf der Basis der Version zum 15. Jubiläum wurde nachträglich ein Steckmodul für den Atari Jaguar von Retro-gaming Connexion erstellt.
2011 wurde der Quelltext von Another World über Reverse Engineering rekonstruiert, was möglich war, da das Spiel für eine gute Portierbarkeit auf viele Plattformen mit einer dünnen Abstraktionsschicht bzw. Bytecode-Interpreter entwickelt worden war.
2014 erschien eine Neuauflage für PlayStation 3, PlayStation 4 und PS Vita. Um das Original ansehnlich auf 1080p Auflösung zu konvertieren, wurde der Original Polygoneditor in einem Amiga-Emulator verwendet und die hochskalierte Grafik zerstückelt. Grobe Ecken und Kanten der Animationen, die in der höheren Auflösung zutage traten, wurden überarbeitet.

## Rezeption
Der Amiga Joker bewertete Another World als sehens- und spielenswerten Titel für Tüftler. Hervorgehoben wurden die besondere Atmosphäre und die beeindruckenden Animationen. Power Play lobte zwar die grafische Präsentation, bemängelte aber das schwache Game-Design, bei dem der Spieler nur wenige Male pro Bildschirm den Controller betätigt. Für Video Games war die wenig detaillierte und in wenigen Farben gehaltene Grafik Geschmackssache. Auf dem Sega Mega Drive fiel die Musik schwächer aus, dafür wurde die Steuerung präziser.
Das erneute Re-Release zum 20. Jubiläum kam bei Eurogamer schlecht an. Das Gameplay und der Schwierigkeitsgrad wären schon bei dem Klassiker schlecht ausgereift gewesen. Lediglich die für die damalige Zeit spektuläre Grafik erlaube, darüber hinwegzusehen. Trotz Remaster der Grafiken bliebe der Titel nur etwas für Retro-Nostalgiker. Laut Spieleratgeber-NRW ist das frustrierende Versuch-und-Irrtum-Prinzip für jüngere Spieler kaum zu empfehlen.
Am 29. November 2012 gab das Museum of Modern Art den Erwerb von 14 Computerspielen, darunter Another World, für eine neue Design-Dauerausstellung in den Philip Johnson Galleries ab März 2013 bekannt. In der Bekanntmachung wurden die Titel als herausragende Vertreter im Bereich des Interaktionsdesigns bezeichnet. Kriterien waren demnach neben der visuellen Qualität und der ästhetischen Erfahrung sämtliche Aspekte, die zur Gestaltung der Interaktion beitragen, etwa die Eleganz des Programmcodes oder das Design des Spielerverhaltens.